# Dürbheimer Moos
Das Naturschutzgebiet Dürbheimer Moos liegt auf dem Gebiet der Gemeinden Balgheim und Dürbheim im Landkreis Tuttlingen in Baden-Württemberg.
Das Gebiet erstreckt sich westlich von Dürbheim. Durch das Gebiet hindurch fließt der Faulenbach, unweit westlich verläuft die B 14 und nordöstlich die Landesstraße L 438.

## Bedeutung
Das 63,9 ha große Gebiet steht seit dem 19. September 1994 unter der Kenn-Nummer 3.084 unter Naturschutz. Es handelt sich um ein abgetorftes ehemaliges Hochmoor und ausgedehnte Feuchtwiesen. Dazu gehören offene Wasserflächen mit Schlamminseln, Schwingrasen und Seggebulten, Schilfröhrichte, Seggenriede, Kohldistelwiesen und Feuchtbrachen. Es ist ein wertvoller Lebensraum für zahlreiche seltene Vogel-, Libellen- und Schmetterlingsarten.